# Neva
Pour les articles homonymes, voir Neva (homonymie).
La Neva (en russe : Нева) est un fleuve de Russie occidentale, long de 74 km seulement. Elle coule du lac Ladoga à la mer Baltique (golfe de Finlande), dans laquelle elle se jette à Saint-Pétersbourg, par un delta profondément transformé par l'urbanisation (la ville comprend aujourd'hui 42 îles).

## Géographie
Émissaire du plus grand lac d'Europe, la Neva, bien que très courte, est très large (400 à 600 mètres) et profonde (plus de 8 mètres et parfois 24) ce qui permet aux bateaux de fort tonnage de la parcourir.
Elle gèle en hiver. Pendant le siège de Léningrad par l'armée allemande de septembre 1941 à janvier 1944, la Neva gelée servit de voie de communication pour ravitailler la ville et évacuer certains de ses habitants. Elle fait partie du système des Cinq-Mers, officiellement le réseau unifié de voies navigables de grande profondeur en Russie d'Europe.
Pendant longtemps, Saint-Pétersbourg a rendu la Neva responsable de ses inondations. En fait, ce n'est pas le fleuve mais une vague marine qui, de temps à autre, a entraîné des crues dramatiques.
La Neva a valu son surnom au prince de Novgorod, Alexandre Nevski, près des rives de laquelle il vainquit les armées suédoises le 1er juillet 1240 lors de la bataille de la Neva. La perspective Nevski à Saint-Pétersbourg porte son nom.

## Hydrométrie - Les débits à Novossaratovka

Bassin versant de la Neva.

Le débit du fleuve a été observé pendant 126 ans (1859-1984) à Novossaratovka, localité située peu en amont de Saint-Pétersbourg, donc non loin du débouché de la Néva dans la mer Baltique. 
À Novossaratovka, le débit annuel moyen ou module observé sur cette période était de 2 504 m3/s pour une surface de drainage de plus ou moins 281 000 km2, soit la quasi-totalité du bassin versant du fleuve. La lame d'eau d'écoulement annuel dans le bassin se montait de ce fait à 281 millimètres, ce qui peut être considéré comme relativement élevé.
Le débit moyen mensuel observé en janvier (minimum d'étiage) est de 1 713 m3/s, soit plus de la moitié du débit moyen du mois de juin (3 100 m3/s), ce qui souligne l'amplitude très faible des variations saisonnières. Sur la durée d'observation de 126 ans, le débit mensuel minimal a été de 747 m3/s (janvier 1940), tandis que le débit mensuel maximal s'élevait à 4 450 m3/s (juin 1924).

## Affluents

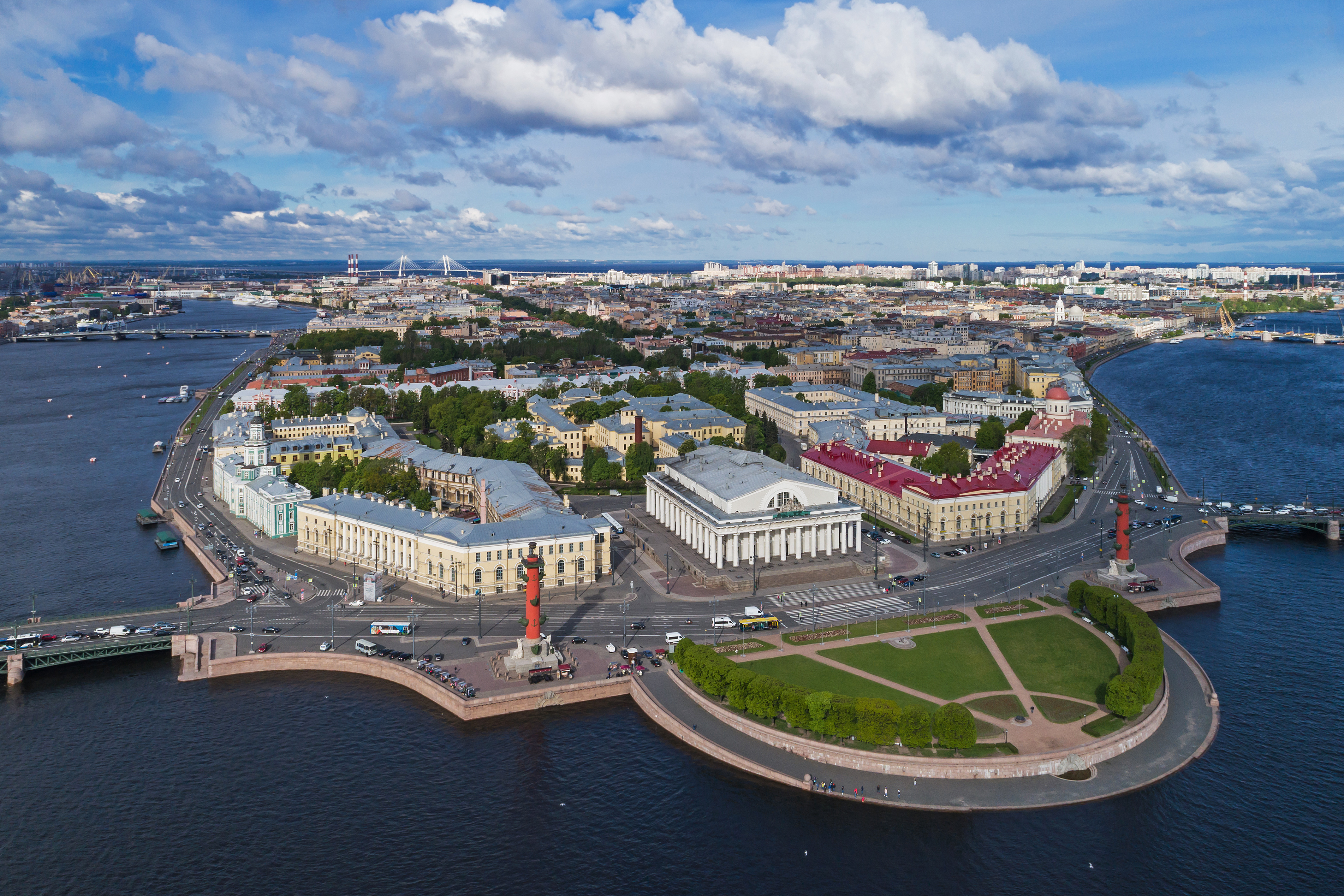
L'ancienne Bourse vue depuis la Neva.

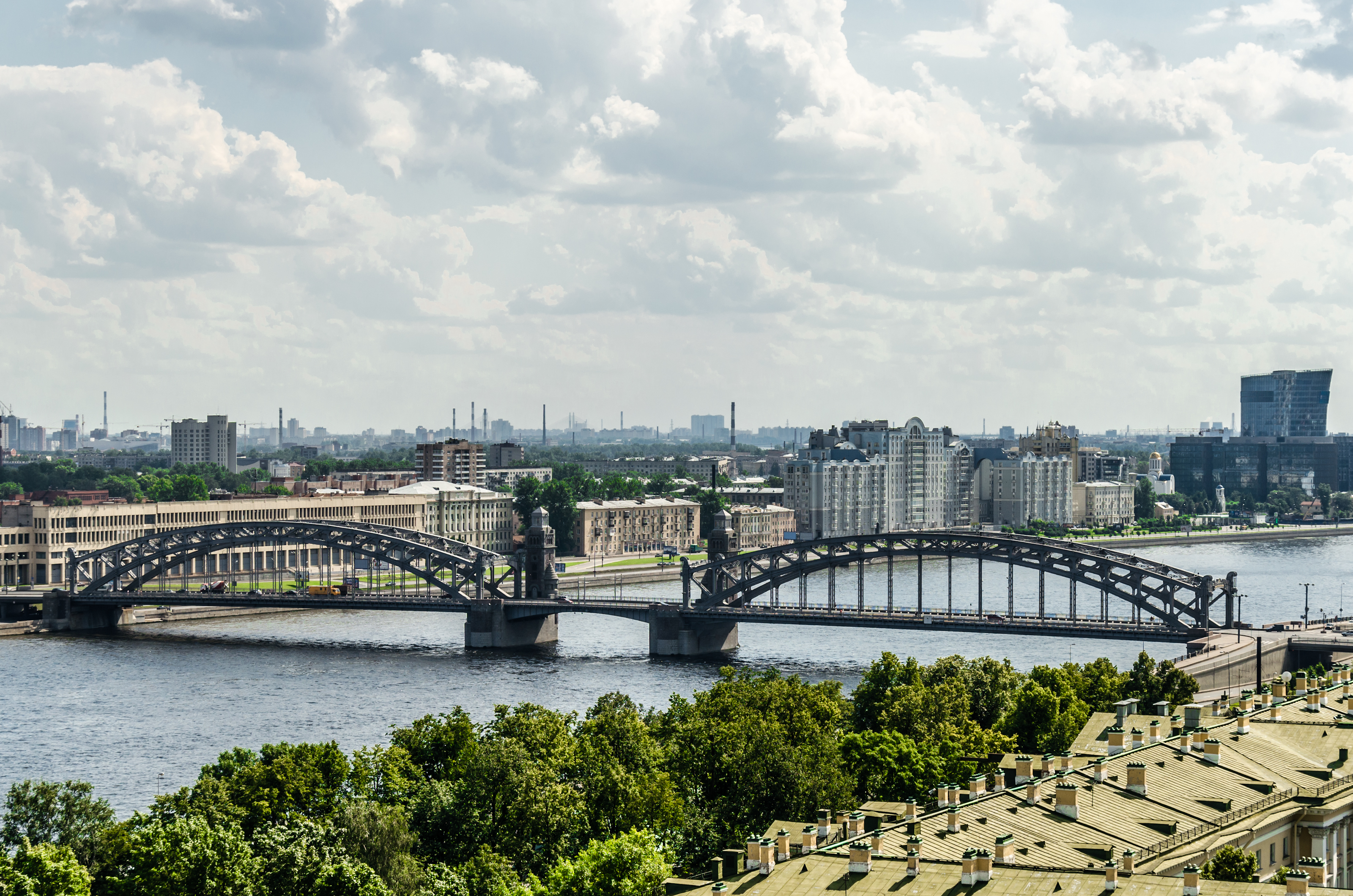
Le pont Bolscheochtinski sur la Neva à St Pétersbourg.

La Neva compte 26 affluents. Les plus importants sont :
- Le Mga (rive gauche)
- La Tosna (rive gauche)
- L'Ijora (rive gauche)
- L'Okhta (rive droite)

## Défluents
- Grande Nevka
- Grande Neva
- Petite Neva